# Boljševik (otok)
Boljševik (rusko о́стров Большеви́к) je drugi največji in najjužnejši od štirih velikih in množice majhnih otokov, ki tvorijo otočje Severna dežela v Arktičnem oceanu, katerega oblivata Karsko morje na zahodu in Morje Laptevov na vzhodu, na jugu pa ga 55 km širok preliv Vilkickega loči od celine. S površino 11.300 km² je 66. največji otok na svetu.
Otok ima razbrazdano obalo s številnimi fjordi. Površje tvorijo planotasta višavja, ki dosežejo 874 m nadmorske višine, na južnem delu pa so nižja hribovja. Približno tretjino površine prekrivajo ledeniki, medtem ko je preostalo površje golo, s skromno arktično tundro. Geološko tvorijo Boljševik v glavnem neoproterozojske kamnine, datirane v obdobja do konca predkambrija. Zaradi južne lege je flora in favna Boljševika bogatejša od preostanka otočja; 20-30 % golega površja poraščajo lišaji, poleg njih pa uspeva tudi več kot 60 vrst višjih rastlin. Te vzdržujejo majhno populacijo severnih jelenov, na otoku pa prebivajo še arktične lisice in volkovi, arktični belovrati lemingi in drugi sesalci ter več deset vrst ptic med gnezditvijo.
Otok kljub velikosti zaradi odročne lege in ostrega podnebja z običajnimi temperaturami daleč pod lediščem nima stalnih prebivalcev, vendar tu rusko podjetje Sezar prek svoje podružnice Sezar-Arktika od leta 2009 koplje zlato v površinskih kopih. V ta namen so postavili prebivališča za delavce in zgradili osnovno infrastrukturo v bližini zaliva Solnečnaja ob južni obali. Pred tem je bila edina sled človeka na otoku manjša meteorološka postojanka.

## Zgodovina
Otočje je leta 1913 odkril ruski raziskovalec Boris Vilkicki, ko je pristal na sosednjem Otoku oktobrske revolucije, in ga poimenoval Dežela Nikolaja II. po takratnem ruskem carju Nikolaju II. Sprva je veljalo, da je celotno otočje en velik otok. Po strmoglavljenju monarhije v oktobrski revoluciji so ga preimenovali v Severno deželo. Šele odprava Nikolaja Urvanceva in Georgija Ušakova v letih 1931–1933 je odkrila, da gre za otočje, s čimer je Severna dežela zadnje odkrito veliko otočje na svetu.
V začetku 21. stoletja je duma takratnega Tajmirskega avtonomnega okrožja podala predlog o preimenovanju otoka v Otok svete Olge v okviru predloga o preimenovanju celotnega otočja po članih dinastije Romanov, a je bil predlog zavrnjen. Leta 2007 je bil Tajmir pridružen Krasnojarskemu okraju, pod katerega zdaj spada celotno otočje.